# Melampsoridium hiratsukanum
Melampsoridium hiratsukanum är en svampart som beskrevs av S. Ito ex Hirats. f. 1927. Melampsoridium hiratsukanum ingår i släktet Melampsoridium och familjen Pucciniastraceae.   Inga underarter finns listade i Catalogue of Life.